# Autostrada A29racc bis
Der Zubringer A29 – Palermo oder Zubringer zur via Belgio ist die nahtlose Verlängerung der Autobahn A29 vom km 0 am Knoten Tommaso Natale bis zum Übergang mit der Umfahrungsstraße Palermo. Der Zubringer besteht aus einem 5,7 km langen Autobahnabschnitt, der von der ANAS verwaltet wird, mit zwei Fahrbahnen und zwei Fahrspuren pro Fahrtrichtung inkl. Standstreifen. Der Zubringer wurde in den 1980er Jahren als Erweiterung der Autobahn A29 mit dem Bau eines Knotens am vorherigen Autobahnende gebaut. Um diesen Zubringer von den anderen Autobahnzweigen zu unterscheiden, ist dieser Abschnitt als A29racc bis nummeriert.
Der Zubringer hat eine unabhängige progressive Kilometrierung.
Das Symbol mit der alphanumerischen Abkürzung A29racc bis ist in den Verkehrszeichen nicht vorhanden.